# Gluviopsis nigrocinctus
Gluviopsis nigrocinctus är en spindeldjursart som beskrevs av J. Birula 1905. Gluviopsis nigrocinctus ingår i släktet Gluviopsis och familjen Daesiidae. Inga underarter finns listade i Catalogue of Life.